# Q-ZAR
Q-ZAR（キューザー）は、イギリスのレジャー・コープが製造・販売した遊戯用の光線銃で撃ち合い点数を競うアトラクション。

## 概要
ベスト型のプロテクター（パック）とレーザー光線銃を身に着けて2チームに分かれ、相手チームと銃撃戦を繰り広げる。光線が相手のベストに付属したセンサーに命中すると銃から音声が流れ得点となり、逆に被弾すると得点を減点する。
1986年にオーストラリアで開発され1989年にイギリスのレジャー・コープが全権利を買収、イギリスを中心にヨーロッパ各地で広まりを見せた。

## ゲームの流れ
以下に、Q-ZARの基本的なゲームである「エナジャイズxx」のゲームの流れに付いて記す。xxには数字が入り、初期ライフを示す。通常は4か6である。このゲームは制限時間内に出来るだけ多くの点数を獲得することが目的になる。

### ゲーム開始前に
まず参加者は赤チームと緑チームに分かれ、チームの色のパックを身につける。パックには腹と背中にセンサーが付き、銃がコードで繋がれている。銃の後部に番号が表示されていて、それが参加者を識別するIDとなる。
次にブリーフィングが行われる。主にゲームに関する注意事項などが説明される。
それから、参加者は実際にプレイを行う部屋に移動する。ここでチーム毎に分かれ、各チームの陣地へと移動する。それから自陣にある「エナジャイザー」と呼ばれる装置に銃の側面を向けて、ゲームへの参加登録を行う。この行為を「エナジャイズ」と呼ぶ。
登録を行ったら、ゲームへの準備として陣地の中で場所を確保しておく。

### ゲーム開始
ゲームを開始すると、光線銃による撃ち合いが始まる。撃たれてはいけない場所は、パックの腹側と背中側及び銃の側面と正面にあるセンサーである。逆に敵のその場所を撃つと得点になる。
敵に撃たれると、ライフを一つ失い、パックが振動して被弾したことを示すと共に、銃が「防衛シールド・作動。警報・警報・警報」と喋る。「防衛シールド・作動」の間は銃を撃つことは出来ないが、撃たれることも無い。「警報・警報・警報」の間は銃を撃つことが出来ずに撃たれる可能性のみが発生するので被弾しないように隠れなくてはならない。警報の間に再度被弾をすると再び「防衛シールド作動」からやり直しになる。味方に撃たれても自分へのペナルティは無い。
また、ゲーム中は銃の後部にライフと残弾数が表示される。残弾数は20発から開始し、残弾数が無くなるとライフを一つ失い残弾数が20発に戻る。敵の攻撃により被弾するとライフは減少し、0になるとゲームからは離脱状態になる。「エナジャイザーに戻れ」と銃が喋るので、指示に従い自陣のエナジャイザーに戻り、エナジャイズするとライフと残弾数が初期状態に戻る。ライフが0の間は敵に撃たれることはなく、撃つこともできない。
逆に、敵チームのメンバーを撃つと得点が入るとともに、そのメンバーを上記の通り数秒間の行動不能状態に陥らせることができる。命中した場合は銃が「命中！」と喋ることがあり、その場合残弾数が回復する。味方のメンバーを撃つと減点になる。
また、各チームの陣地の最奥には本部(Head Quarter/HQ)が設置されている。HQは天井より設置され、見上げると中央に穴が開いていてセンサーがある。HQのセンサーに銃を発射するとスポットライトが点灯し、HQが侵攻されていることを示す。数秒後にHQをもう一度撃つと攻略成功となり、高得点が獲得できる。が、敵陣地の最奥であり、スポットライトを点けても攻略可能になるまでに数秒間の間があるため、その間に敵に撃たれて攻略失敗になることも多い。そのため、HQ攻略時には複数人で行動し、一人が攻略役、残りが敵の反撃を防ぐ役になることが多い。なお、スポットライトを点けるのと攻略するのは同一人物でなければならない。また、HQ攻略後数十秒は再度のHQ攻略は出来ない。
ゲームを行う部屋には各チームの得点と残り時間を示す掲示板があるが、残り時間以外はリアルタイム更新ではないので、戦況については常に気を使う必要がある。
時間切れになると、銃が使用不能になり「エナジャイザーへ戻れ」という指示があるのでエナジャイザーに戻ってエナジャイズを行う。

### ゲーム終了後
終了後、各参加者にゲーム結果を印字した用紙が配布される。この用紙には「誰を撃ったか」「誰に撃たれたか」「HQ攻略回数」などが印字されている。
各参加者の点数は、（敵を撃った回数×200)-(敵に撃たれた回数×100)-(味方を誤射した回数×100)+(HQ攻略回数×1000)である。チームの点数は各参加者の点数の合計の百分の一である。ただし、一部の設置店では個人の点数はグラフで表されチームの点数のみが数字として表される。これは風営法の問題であるとのことである。
点数の高いチームの勝利となり、そのチームの最高得点者がそのゲームのMVPになる。

## エナジャイズ以外のゲームの種類
スーパーチャージ
基本的にはエナジャイズと同様だが、HQを攻略できる参加者は「スーパーチャージ」状態にある参加者のみである。スーパーチャージ状態になるには、5人の敵プレイヤーを撃つ必要がある（銃が「命中！」と喋った時のみカウントされる）。この状態は敵に撃たれると解除される。
エリミネーター
上級者向けルールである。各プレイヤーには数個のライフが最初に与えられる。このゲームでは、一度撃たれる毎にエナジャイズを行う必要がある(このゲームのエナジャイズは、ライフを回復する行為ではない)。ライフが無くなったプレイヤーはゲーム中であってもゲームから排除（エリミネート）される。敵を撃つことによりライフを回復することが出来る。
スタン
ライフが無限にある。従ってエナジャイズはゲーム開始前と終了後のみに行えばいい。エナジャイズのライフ設定を99にすることで擬似的にスタンを再現できる。

## サブゲーム
バトルフィールド
アリーナ内に地雷を追加したゲーム。
ゲーム開始前にアリーナ内に地雷(未使用のパック)を設置しゲーム中はこれらがランダムで爆発していく。爆発直前に(警報のコールが鳴る)地雷を撃つと爆発を阻止する事ができるが、地雷が爆発してしまうと近くにいる者は全員ペナルティーを受ける事になる。
スパイ
チームゲームにスパイを混ぜたゲーム。
スパイになった者は銃の音が変化し敵も味方も攻撃する事が出来るようになる一方で敵からも味方からも攻撃されるようになる。ゲーム開始時はエナジャイザーでスパイを選出され、ゲーム中はスパイを撃った者が次のスパイになるのでほぼランダムに切り替わっていく。味方のHQを落とすことはできない。
リーサルジェネレーター
HQを落とした際(2発目の攻撃後)にHQ自らが見えないレーザーを撒き散らして攻撃をしてくる。

## ゲームのカスタマイズ
エネルギー数
1～99個のエネルギー設定ができる。
リフレクトの有無
敵に撃たれた際(パックが震えてる間)に反撃ができるかの設定、通常ゲームでは有りに設定されている。
防衛シールドの有無
防衛シールドのON・OFF設定、通常ゲームではONに設定されている。
HQ(ヘッドクウォーター)の設定
HQを攻撃する際に1発目と２発目の間隔の設定。通常は2秒～3秒だが1秒から10秒まで設定できる。
サイレントゲーム
ゲーム中に流れる音楽を切った状態でのプレイ。

### ソロプレイ
各ゲームは「ソロ」というオプションでプレイすることもできる。この場合、自分以外の全ての参加者が敵になる個人戦になる。エナジャイザーはフィールド内に設置されている全てを使用することが可能になる。HQ攻略は設定次第で「あり」にも「なし」にもできる。主に参加人数が少ない時にプレイされる。

## システム
Q-ZARは赤外線による通信により全てが構成されている。例えば、被弾判定は銃の引き金を引くことによって生じるレーザー光の受光によるものではなく、レーザー光と同じ軌道で発射される赤外線レーザーの受光により行われる。赤外線レーザーにはID情報が含まれており、このID情報を正しく受信した場合に被弾状態に移行する。この際、撃たれたプレイヤーと撃ったプレイヤーの情報を赤外線で送信し、その情報を撃ったプレイヤーが受信することにより命中したことを把握する。そのため撃ったプレイヤーは、自分の弾が命中したかどうかを必ず把握できるわけではない。
各プレイヤーは「誰に撃たれたか」という情報をパックに保持する。その情報はエナジャイズの際に送信され、集計される。また、HQの攻略は即座に反映される。
掲示板で表示されている点数はエナジャイズにより送信された情報とHQの攻略された回数を集計したものである。もちろん各プレイヤーのパックに保持されている被弾情報は含まれていない。そのため、残り時間が切れた瞬間の掲示板では勝っていたものの、時間が切れた後のエナジャイズにより被弾情報が送信されて点数が逆転するという事態も発生し得る。特にスタンではゲーム中のエナジャイズの必要がないため、掲示板を見ても分かるのは残り時間とHQの攻略回数だけである。逆にエリミネーターでは被弾毎にエナジャイズの必要があるため比較的掲示板の情報は正確である。

## 過去の設置店
日本ではダイフレックス系列のザップが総代理店を担当し、1993年8月に西荻窪アミュージアムへ初導入され、また日本ブランズウィックがボウリング場向けの販売を担当した。
- 西荻窪アミュージアム（東京都杉並区）[1]
- ドクタージーカンズ（東京都渋谷区）[1]
- ナムコ・ワンダーエッグたまご帝国（東京都世田谷区） - 20人vs20人の対戦が可能な日本最大のアリーナ[4]。
- 新宿ジョイポリス（東京都新宿区）
- イオン秋田ショッピングセンター（秋田県秋田市）[5]
- ネオジオワールド土浦（茨城県）
- 新潟ジョイポリス（新潟県新潟市）
- 須貝ビル（北海道札幌市中央区）[5]
- ブランズウィック横須賀（神奈川県横須賀市）[3]
- ネオアミューズメントプラザ[5]（長野県茅野市）
- 岡崎アミュージアム[5]（愛知県岡崎市）
- ふれあいスポーツDAIGO[5]（京都府京都市伏見区）
- ポルトヨーロッパ（和歌山県和歌山市） - 「レーザーテック」として営業[6]。
- アオイアダイナボックス[5]（兵庫県神戸市）
- 小倉アミュージアム（福岡県）
- 宮崎シーガイア（宮崎県）[5]